# Zipoco
Zipoco är en ort i Mexiko.   Den ligger i kommunen Santa María del Oro och delstaten Jalisco, i den södra delen av landet, 400 km väster om huvudstaden Mexico City. Zipoco ligger 630 meter över havet och antalet invånare är 113.
Terrängen runt Zipoco är kuperad. Runt Zipoco är det glesbefolkat, med 8 invånare per kvadratkilometer. Närmaste större samhälle är Villa Doctor Gómez, 5,9 km sydost om Zipoco. I omgivningarna runt Zipoco växer huvudsakligen savannskog.